# Trude Mally

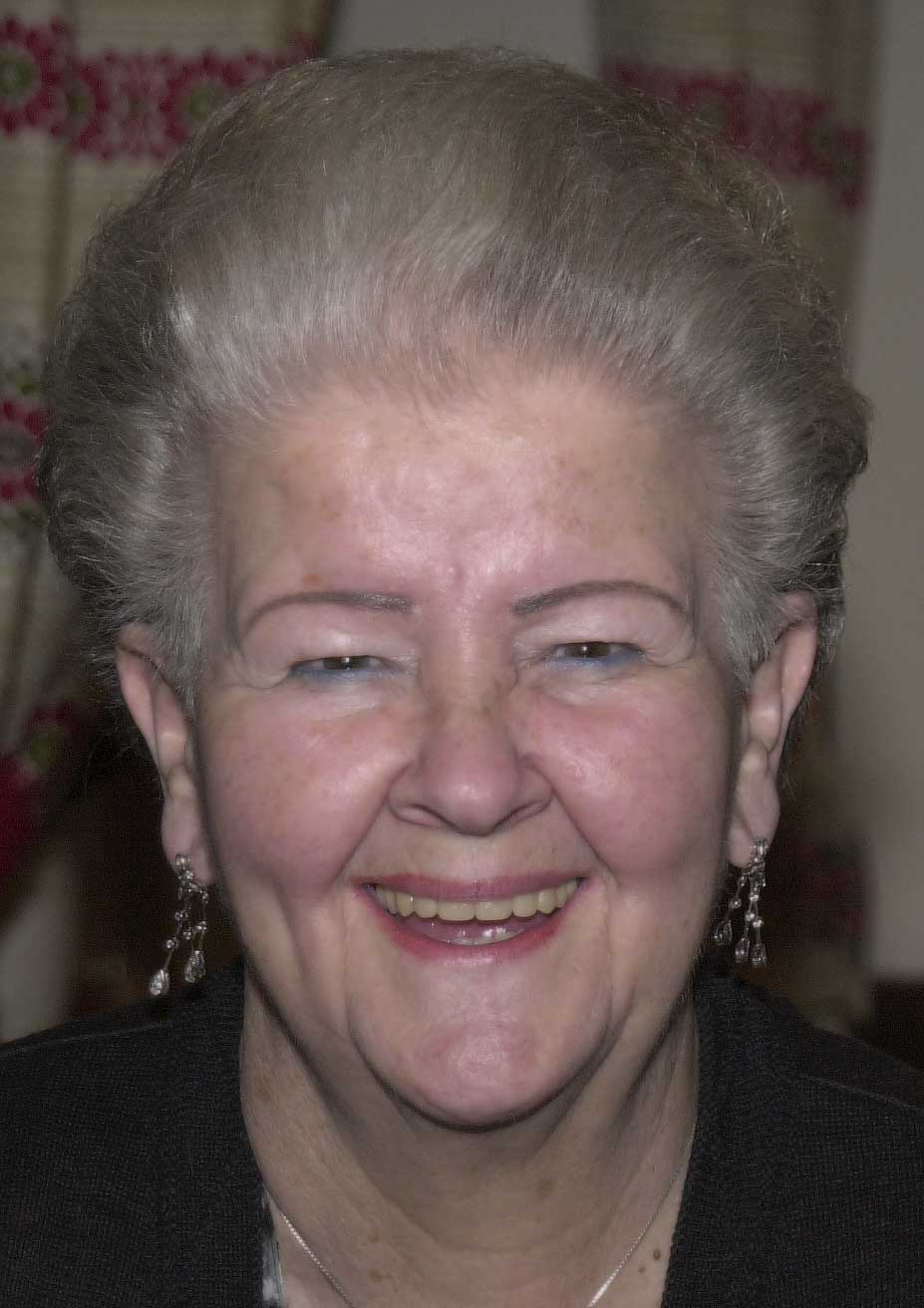
Trude Mally 2002 in Wenen

Trude Mally, geb. Gertrud Barbara Mally, (Neukettenhof, 21 januari 1928 - Wenen, 4 juni 2009) was een Oostenrijkse zangeres en jodelaarster.
Mally werd geboren in een muzikale familie. Tijdens de Tweede Wereldoorlog trad zij met een nicht op aan het front met volksliederen. Na de oorlog was zij onder meer lid van het Alpenglangtrio en ging zij op tournee met Hans Moser. Mally was ook regelmatig te horen op de Oostenrijkse radio. Vanaf 1951 trad zij op met de bekende muzikale familie Matauschek, waar zij ook haar eerste man Fritz Matauschek leerde kennen, met wie zij tot 1960 getrouwd was. Vanaf 1964 vormde zij met haar nieuwe partner, Karl Nagl, het Alt-Wiener Duo. Mally was een der laatste vertegenwoordigers van het typisch Weense jodelen,het "dudeln".